# Лебус
Лебус (нем. Lebus) или Любуш (пол. Lubusz) — город в Германии, в земле Бранденбург, на реке Одер. Исторический центр Любушской земли на немецко-польском пограничье, давший ей название.
Входит в состав района Меркиш-Одерланд. Подчиняется управлению Лебус. Население составляет 3192 человека (на 31 декабря 2010 года). Занимает площадь 54,23 км². Подразделяется на 3 городских района. Официальный код — 12 0 64 268.
До середины XIII века Любуш стоял на землях польской короны. Местопребывание епископа с 1125 г. до 1276 г., когда кафедра была перенесена в Гориц (с 1373 г. в Пшиборе).